# Nearcha
Nearcha is een geslacht van vlinders van de familie spanners (Geometridae), uit de onderfamilie Oenochrominae.

## Soorten
- N. aridaria Walker, 1866
- N. atyla Meyrick, 1890
- N. benecristata Warren, 1895
- N. buffalaria Guenée, 1857
- N. caronia Swinhoe, 1902
- N. curtaria Guenée, 1857
- N. dasyzona Lower, 1903
- N. nullata Guenée, 1857
- N. ophla Swinhoe, 1902
- N. pseudophaes Lower, 1893
- N. recisa Prout, 1910
- N. staurotis Meyrick, 1890
- N. ursaria Guenée, 1857